# Pierre-André Dumas
Pierre-André Dumas (ur. 26 września 1962 w Saint-Jean du Sud) – haitański duchowny rzymskokatolicki, od 2008 biskup Anse-à-Veau and Miragoâne.

## Życiorys
Święcenia kapłańskie przyjął 26 maja 1991 i został inkardynowany do archidiecezji Port-au-Prince. Pracował przede wszystkim w miejscowym seminarium, zaś w latach 1998-2002 był jego rektorem.
10 grudnia 2002 papież Jan Paweł II mianował go biskupem pomocniczym Port-au-Prince oraz biskupem tytularnym Floriany. Sakry biskupiej udzielił mu 22 lutego 2003 kard. Roger Etchegaray.
13 lipca 2008 został prekonizowany biskupem Anse-à-Veau and Miragoâne.
1 grudnia 2017 został wybrany wiceprzewodniczącym Konferencji Episkopatu Haiti.